# Мост Мирабо
Мост Мирабо (фр. Pont Mirabeau) — автодорожный мост через Сену в Париже. Соединяет XV (на левом берегу) и XVI (на правом берегу) муниципальные округа Парижа. С 29 апреля 1975 года имеет статус исторического памятника.

## Расположение
Мост расположен в створе улицы Рю Конвансьон (фр. Rue de la Convention), соединяя её с улицей Рю Ремюза (фр. rue de Rémusat) на правом берегу. На левом берегу находится станция RER линии «C» «Вокзал Жавель» (Gare de Javel), рядом расположена станция метро «Жавель — Андре Ситроен».
Выше по течению находится мост Грёнель, ниже — мост Гарильяно.

## История
Решение о строительстве моста было принято президентом Республики Сади Карно 12 января 1893 года.
Мост спроектировал инженер Поль Рабель при участии инженеров Жана Резаля и Амадея Альби. Построен в 1895—1897 годах. Мост назван в честь французского политика Оноре Габриеля Мирабо.

## Конструкция
Мост трехпролётный металлический арочный. Главная арка моста имеет длину 93,2 м, две боковые арки — 32,4 м. Средний пролёт перекрыт трехшарнирными арками. Крайние пролёты перекрыты консолями, опирающимися по концам на продольно-подвижные опорные части. 
Длина моста составляет 173 м, ширина — 20 м (из них ширина проезжей части 12 м и два тротуара по 4 м).
Мост предназначен для движения автотранспорта, велосипедистов и пешеходов. Проезжая часть включает в себя 2 полосы для движения автотранспорта и 2 велосипедных дорожки. Покрытие проезжей части и тротуаров — асфальтобетон. Перильное ограждение металлическое художественного литья, завершается на устоях каменными тумбами. Опоры моста украшены аллегорическими статуями работы скульптора Жана-Антуана Энжальбера: «город Париж», «Навигация», «Изобилие» и «Торговля».

## Мост Мирабо в искусстве
- Мост Мирабо известен прежде всего благодаря одноимённому стихотворению Гийома Аполлинера из его поэтического сборника «Алкоголи», одному из самых  знаменитых стихотворений французской поэзии.
- На русский язык Мост Мирабо Аполлинера переводили П.Антокольский, М.Кудинов,.Н.Стрижевская. А.Парин,, И.Кузнецова, М.Яснов.
- На текст Аполлинера написаны одноимённые песни Вацлава Йирачека (в переводе Ярослава Сейферта), А. Рыбникова (в переводе Михаила Кудинова) и Марка Лавуана.
- Мост Мирабо упоминает в одной из своих песен Жорж Брассенс.
- Мост Мирабо неоднократно упоминается в песне «Дело мастера Бо» группы «Аквариум» (альбом «День Серебра», 1984).

Существует предположение, что именно на этом мосту в ночь с 19 на 20 апреля 1970 года покончил жизнь самоубийством, прыгнув в Сену, поэт Пауль Целан.

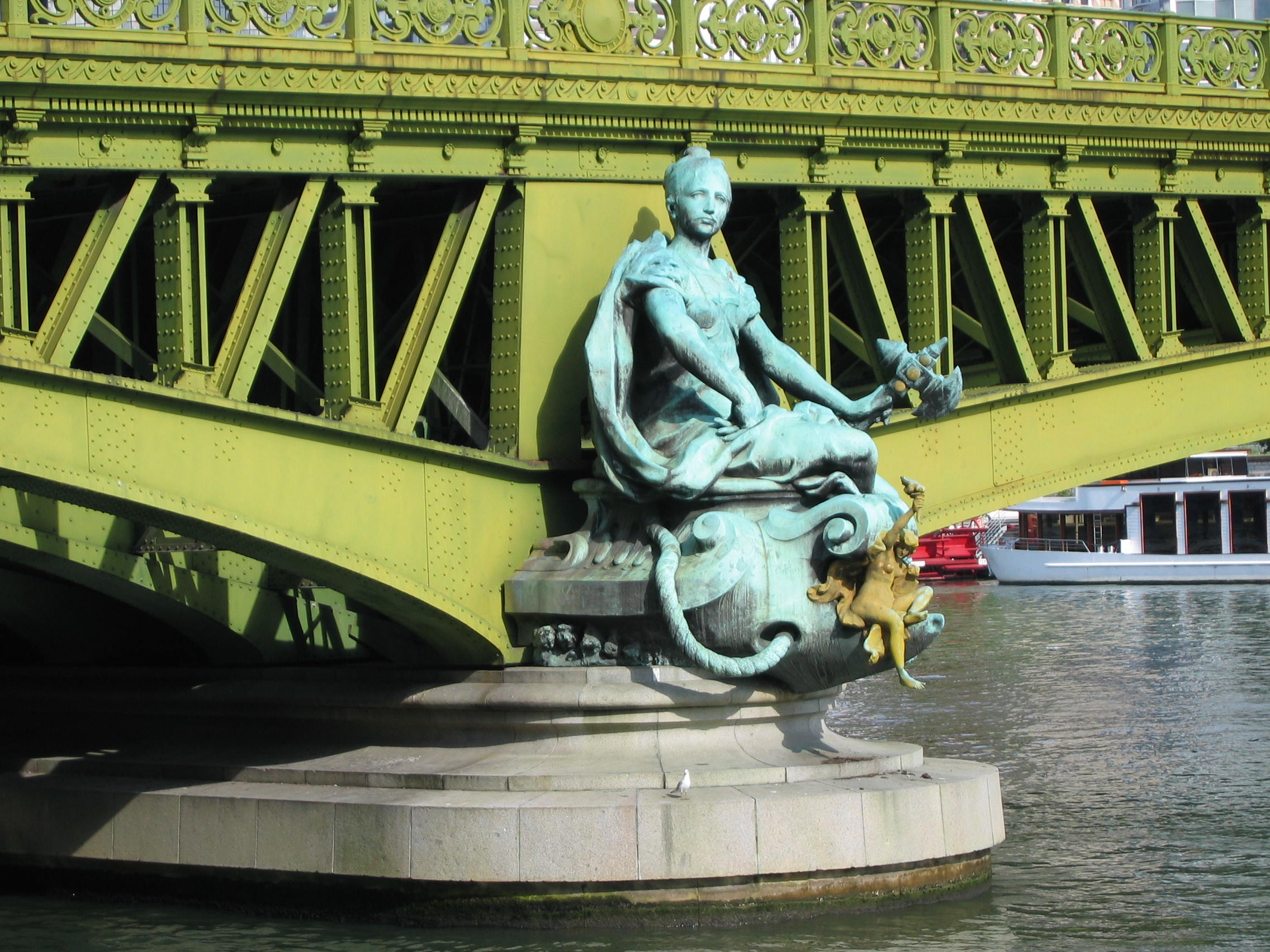
Город Париж
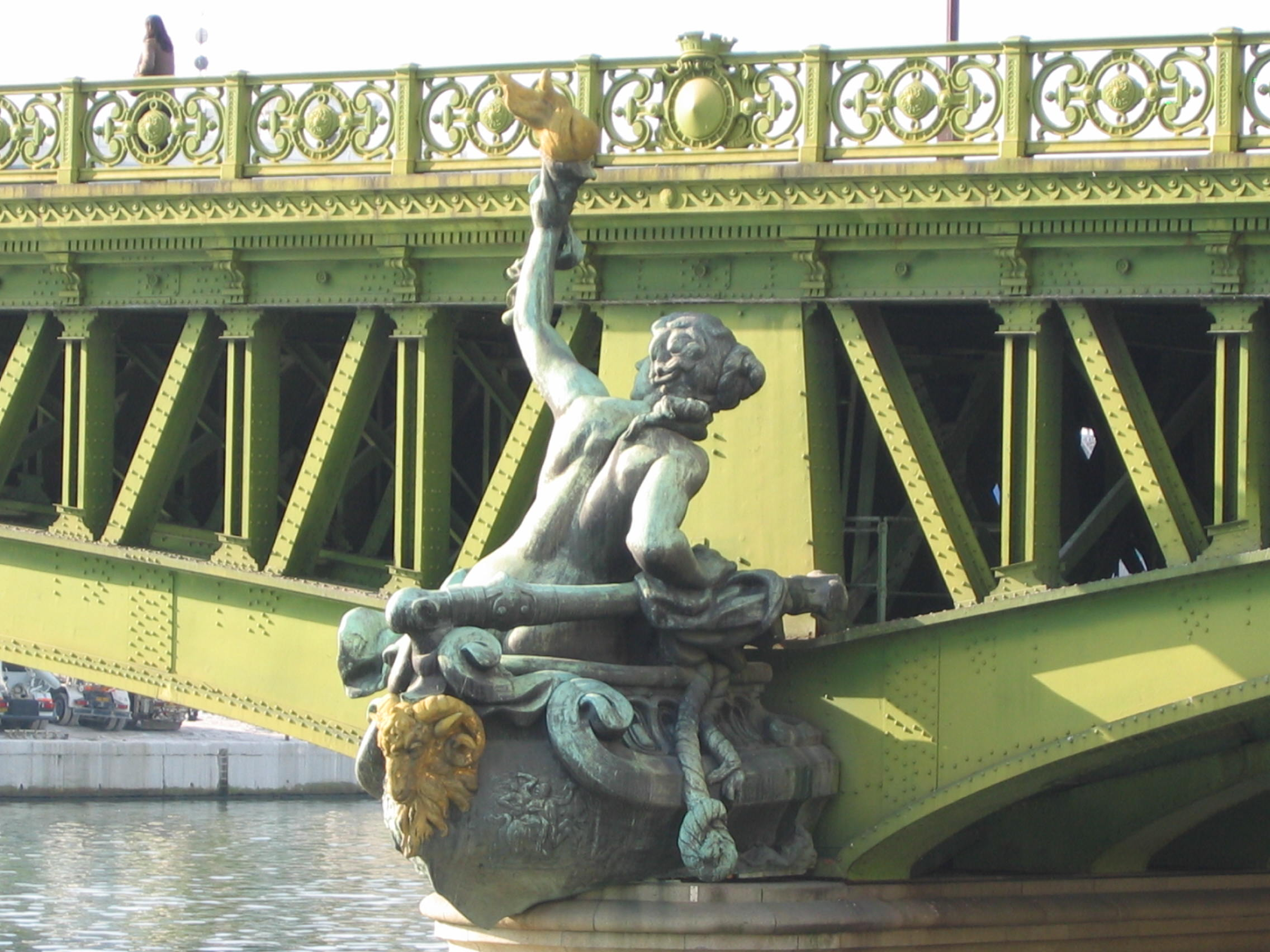
Навигация
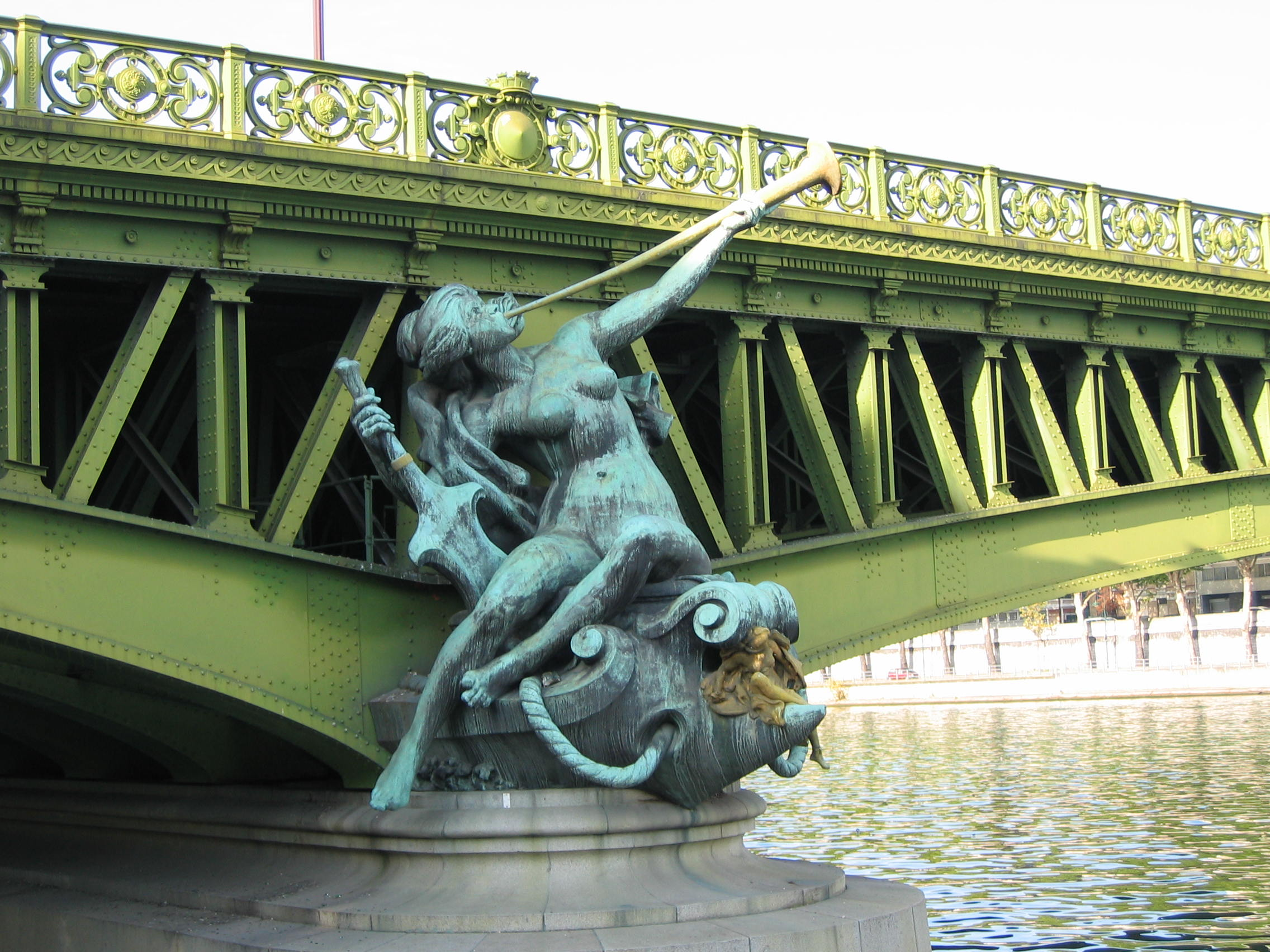
Изобилие
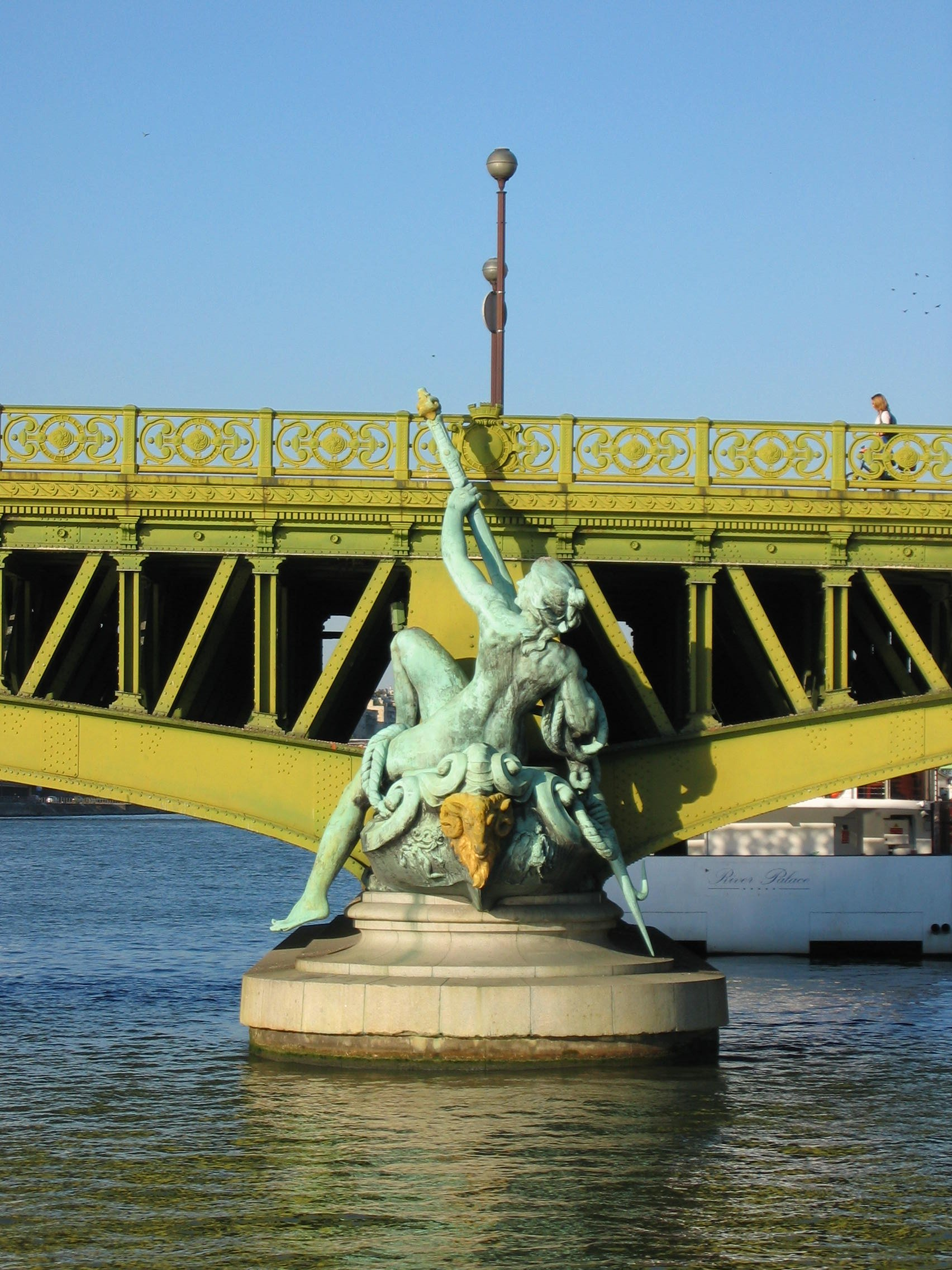
Торговля
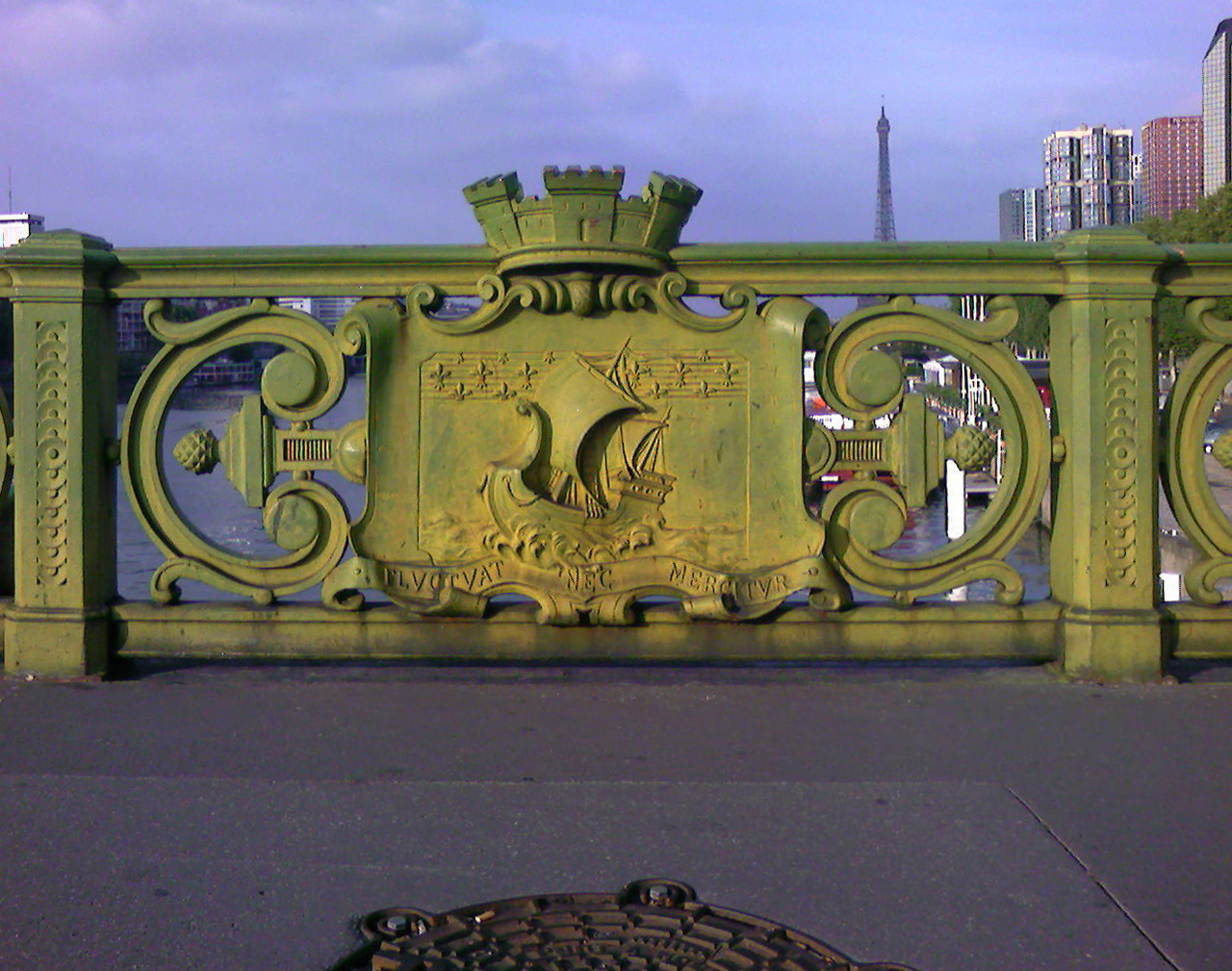
Герб города Парижа, на обратной стороне ограждения